# Miquel dels Sants Cunillera i Rius
Miquel dels Sants Cunillera i Rius (el Palau d'Anglesola, Pla d'Urgell, 1904 - Escaldes-Engordany, Andorra, 1978) fou un metge i polític català. Era membre del Partit Radical Autònom de les Comarques Tarragonines, escissió del Partit Republicà Radical d'Alejandro Lerroux i fou elegit diputat per Tarragona a les eleccions al Parlament de Catalunya de 1932. S'integrà a ERC i formà part de les comissions de sanitat, presidència, examen de comptes, i peticions del Parlament de Catalunya. Durant la guerra civil espanyola fou nomenat director de l'Agrupació Hospitalària Militar de les Comarques de Girona. En acabar el conflicte es va exiliar a Xile, després a Uruguai i finalment a Andorra, d'on ja no en va tornar.